# Žlutá pomsta
Žlutá pomsta (v anglickém originále Yellow Subterfuge) je 7. díl 25. řady (celkem 537.) amerického animovaného seriálu Simpsonovi. Scénář napsal Joel H. Cohen a díl režíroval Bob Anderson. V USA měl premiéru dne 8. prosince 2013 na stanici Fox Broadcasting Company a v Česku byl poprvé vysílán 22. května 2014 na stanici Prima Cool.

## Děj
Ředitel Skinner vyhlásí školní výlet ponorkou, ale varuje, že kvůli omezenému prostoru budou moci jet jen ti nejlépe vychovaní žáci. Pokud některý ze studentů poruší pravidla, bude mu účast na výletě zakázána. Bart se chová slušně, ale Skinner ho ze seznamu vyškrtne poté, co omylem do školy nanese na botách bláto. Poté, co se Bart neúspěšně pokusí získat Skinnerovu přízeň a přimět ho, aby ho znovu zařadil do seznamu slušných žáků, když se vydává za prezidenta Obamu, Homer vidí, jak je Bart rozrušený, a rozhodne se mu pomoci tím, že se Skinnerovi pomstí. 
Druhý den ráno najde Skinner v kuchyni mrtvolu své matky Agnes, která byla ubodána k smrti. Homer a Bart mrtvolu brzy objeví, přestože se ji Skinner snaží skrýt, a Homer se nabídne, že nepořádek uklidí. Jakmile Skinner z pokoje odejde, Agnes vstane, nezraněná a účastnící se plánu, a Bart s Homerem řeknou Skinnerovi, že ho za vraždu své matky přijde zatknout policie. Dvojice mu poskytne falešný občanský průkaz a převlek a posadí ho do autobusu do Juarezu, nicméně je šokována, když se později toho dne objeví Skinner u Simpsonových doma. Skinner jim vysvětlí, že před svým zločinem nemůže utéct, ale zároveň přizná, že je nejspíš rád, že Agnes zabil. Marge a Agnes ho vyruší, protože toto přiznání zaslechly. Agnes, rozzlobená tím, že ji Skinner chtěl zabít a že porušil slib daný Bartovi kvůli jednomu drobnému přestupku, se ho rozhodne potrestat ještě víc tak, že bude na Skinnera ještě zlejší a nebude brát prášky, které udržují její temperament na uzdě. 
Mezitím se Líza dozví, že Šáša Krusty zkrachoval, a navrhne mu, aby prodal zahraniční práva na svou show. Ten tak učiní a požaduje velké procento z výdělku hvězd. Zahraniční pořady se rychle stanou populárnějšími než jeho vlastní, ale místo aby udělal správnou věc a umožnil hvězdám ponechat si více peněz, snaží se Krusty vydělat na jejich popularitě tím, že jim nabídne své hostování v každém pořadu. Tento návrh je rozzlobí natolik, že Krusty a jeho agent jsou nuceni uprchnout na golfovém vozíku.

## Přijetí
Dennis Perkins z The A.V. Clubu udělil epizodě známku C+, když řekl: „Ačkoli se na cestě k ní objevuje slušné množství úsměvných momentů, je Žlutá pomsta uspěchaným, neuspořádaným podnikem, který oživuje solidní Skinnerova práce. Dokonce i Bartovo slzavé zhroucení před Homerem, že se vlastně snažil být hodný, je volně inspirováno legendárním dílem Bart propadá, jedním z prvních dílů, který naznačil zdánlivě nesourodou schopnost Simpsonových vyždímat z přehnaně hloupých situací skutečné emoce. Dosáhnout této rovnováhy je zatraceně těžké – ale seriál v tom býval mnohem lepší.“.
Díl získal rating 3,1 a sledovalo jej celkem 6,85 milionu diváků, což z něj ten večer udělalo nejsledovanější pořad bloku Animation Domination.